# Wetheral
 (juin 2008).
Si vous disposez d'ouvrages ou d'articles de référence ou si vous connaissez des sites web de qualité traitant du thème abordé ici, merci de compléter l'article en donnant les références utiles à sa vérifiabilité et en les liant à la section « Notes et références ».
Wetheral est un village et un paroisse civile britannique, situé dans le comté anglais de Cumbria, dans le district de Carlisle. Au recensement de 2001, la ville comptait 4 039 habitants ; la paroisse civile de Wetheral comptait quant à elle 5 203 habitants.

## Géographie

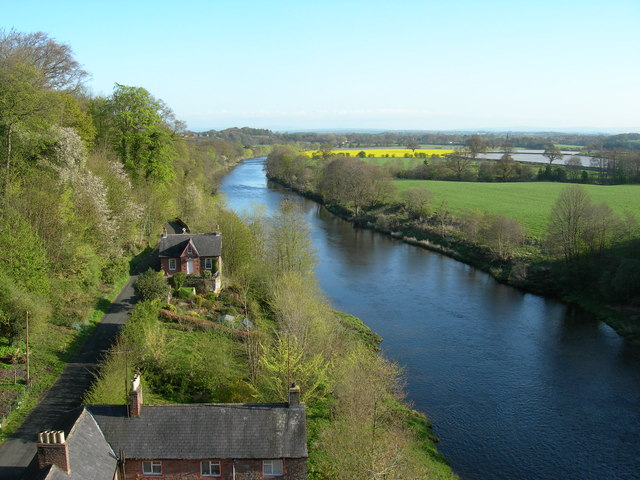
L’Eden, vue depuis le pont ferroviaire de Corby.

Wetheral surplombe l’Eden, dont les rives sont bordées d’anciennes forêts (« ancient woodland »)  d’avant 1600, que l’on considère s’être développées de manière naturelle ; parmi elles se trouvent les bois de Wetheral (Wetheral Woods), propriétés du National Trust. Au lieu-dit Wetheral Shield se trouve un centre de soins animaux, l’Eden Animal Rescue Centre. Un ferry fait la liaison avec le village de Great Corby (en) sur la rive opposée.
Le territoire de Wetheral inclut les villages et hameaux de Warwick-on-Eden (en), Aglionby (en), Scotby (en), Cotehill (en), Cumwhinton (en), Wetheral Shield et Wetheral Pasture. La paroisse civile recouvre également des parties de la commune de Great Corby and Geltsdale, dont Great Corby (en), Warwick Bridge (en) (mais ni Corby Hill ni Little Corby) et Heads Nook (en).

## Bâtiments

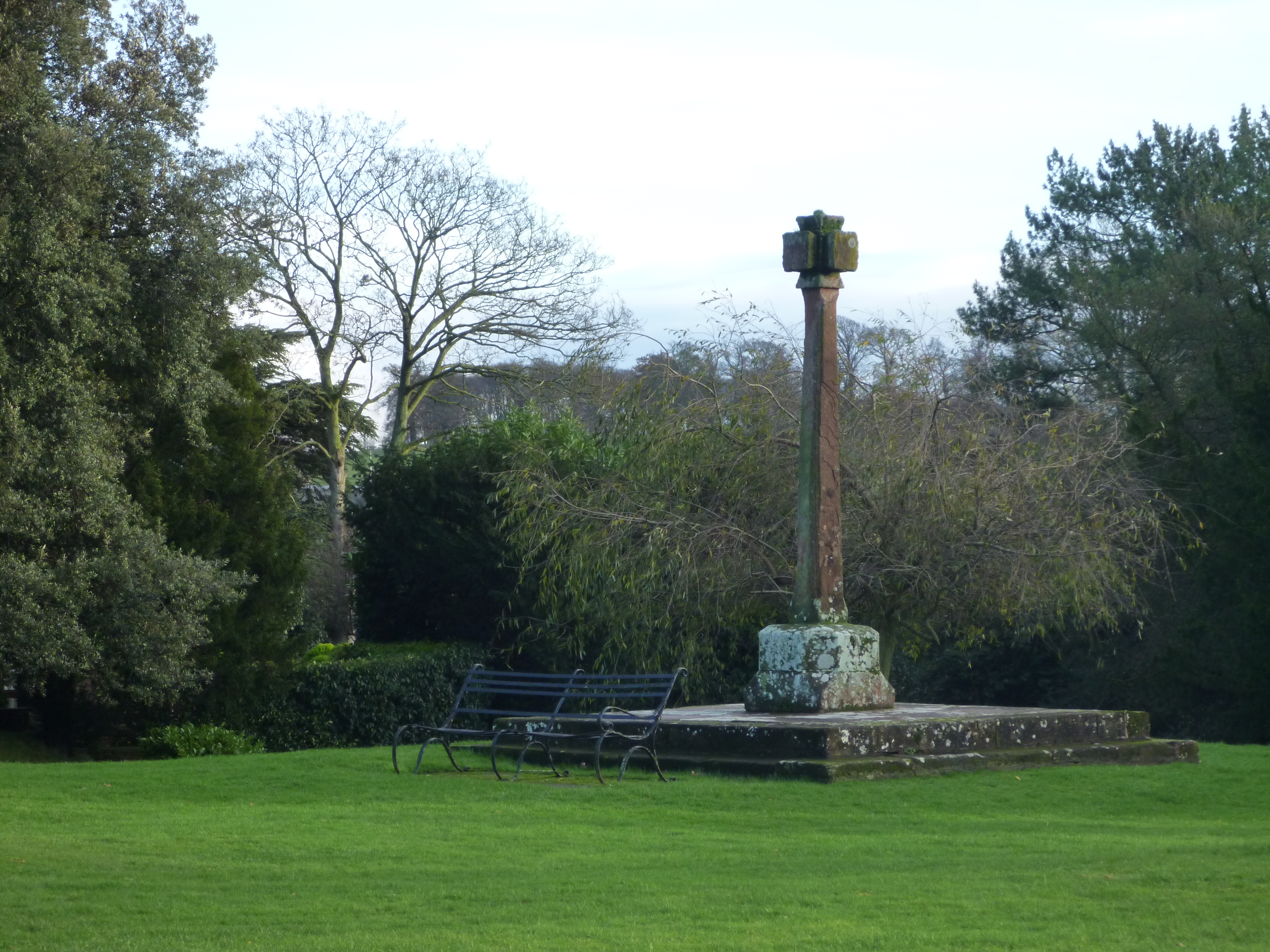
La croix de Wetheral.

Au Moyen Âge existait le prieuré de Wetheral, dont il ne reste que quelques murs et l’entrée principale, sous la responsabilité de l’English Heritage. Dans le centre historique du village se trouve la croix de Wetheral.
Wetheral forme, avec le village voisin de Scotby (en) et le regroupement de villages Warwick Bridge (en) – Corby Hill (en) – Little Corby (en), l’une des zones les plus riches du nord de la Cumbrie. Autour du terrain où se trouve la croix, sont implantées de grandes propriétés de différentes périodes et de différents styles. La partie nord-ouest du village, connue comme la plaine de Wetheral (Wetheral Plain), consiste en un alignement de riches propriétés entourées de parcs.
La gare de Wetheral (en) est située à l’extrémité ouest du pont ferroviaire de Corby (Corby Bridge, populairement appelé Wetheral Viaduc, le « viaduc de Wetheral »). Elle est un arrêt de la Tyne Valley Line (en), ligne de train de Newcastle à Carlisle. La ligne avait été coupée en 1967 lors du Axe Beeching, une tentative du gouvernement de réduire les coûts ferroviaires, mais a rouvert en 1981.  